# Пагурцы
Пагурцы (укр. Пагурці) — село на Украине, находится в Хмельницком районе Винницкой области.
Код КОАТУУ — 0524887403. Население по переписи 2001 года составляет 604 человека. Почтовый индекс — 22035. Телефонный код — 4338.
Занимает площадь 1,37 км².
В селе действует храм Великомученика Димитрия Солунского Хмельницкого благочиния Винницкой епархии Украинской православной церкви.

## Адрес местного совета
22032, Винницкая область, Хмельницкий р-н, с. Уланов, ул. Мира, 9, тел. 3-13-42; 3-14-56